# آکادمی سی.اس. لوئیس
آکادمی سی. اس. لوییس (به انگلیسی: C. S. Lewis Academy) یک آموزشگاه خصوصی مسیحیت در نیوبرگ، اورگان در ایالات متحده می‌باشد.